# Шонда
Шонда је била прва фабрика чоколаде у Србији и југоисточној Европи.
Налазила се у Улици цара Уроша у Београду на Дорћолу. Прва чоколада се звала Олга. Назив фарбике је по презимену двојице браће, Николе и Константина, који су у Београд доселили из села Клисуре у Грчкој. Браћа су били трговци. Никола је имао бакалску радњу на Зереку, на углу садашње Улице Узун Миркове и Краља Петра. Константин је добио од државе повластице да започне фабричку производњу какаоа, чоколаде и бомбона, 1902. године. На породичном имању на Дунавској јалији, на углу Солунске и Деспота Ђурђа, подигнута је прво приземна фабрика. Директор је био Нијемац Конрад Тајсен који је успјешно водио производњу уз остваривање доброг прихода. Коста Шонда је касније предао фабрику синовима а умире 1910. године. По другим изворима фирма је била у власништву цинцарске породице Миронија. Фарбика је након рата конфискована. Директор фирме Конарад се у Србији асимиловао, примио је православље и осјећао се као Србин, славио је Славу. Са супругом Софијом је сахрањен на Новом гробљу. Сахрањен је од три православна свјештеника.
Удружење грађана „Доњи Дорћол”, на чију је иницијативу Скупштина града одобрила да сквер на углу Цара Уроша и Солунске понесе име Косте Шонде, творца прве фабрике чоколаде.